# Erekció

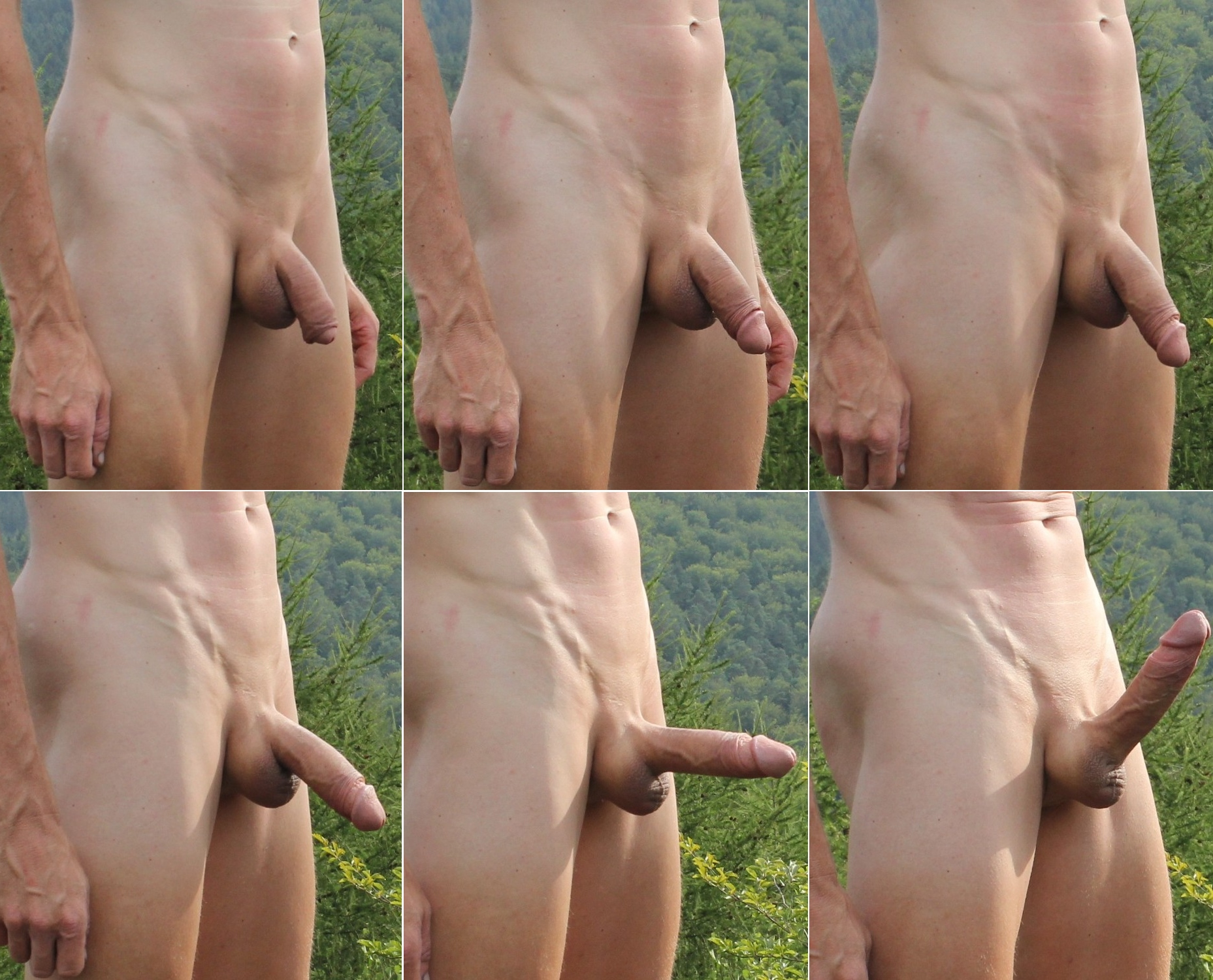
A hímvessző erekciója

Az erekció vagy merevedés a pénisznek és a csiklónak az az állapota, amikor megkeményedik, megnagyobbodik és megemelkedik.

## Férfiak
Szexuális izgalom esetén fiúknál, férfiaknál, illetve hím állatoknál látványosabb. Az erekció teszi lehetővé a közösülést, az önkielégítést és néhány más szexuális tevékenységet, bár nem mindegyikhez elengedhetetlen.
A merevedést szexuális izgalom mellett súrlódás, a fityma visszahúzódása vagy a telt húgyhólyag nyomása is előidézheti. Egészséges férfiaknál az éjszaka folyamán számos alkalommal előfordul az alvás REM-fázisaiban, és a reggeli merevedés is gyakori ébredéskor. Ezeket spontán merevedésnek hívják, általában hetente 2-3 alkalommal fordulnak elő, és arról tanúskodnak, hogy jól működnek az erekciós pályák. Az erekció fiúmagzatoknál már a méhben is előfordul.

### Az erekció mechanizmusa
Az ember esetében az erekció fiziológiailag két együttműködő mechanizmus révén jön létre: több vér áramlik az erektilis szövet ereibe, és kevesebb vér áramlik kifelé. A szóban forgó érrendszereket barlangos testeknek (corpora cavernosa) és szivacsos testnek (corpus spongiosum) hívják. A corpus cavernosumok belsejében halad a pénisz fő artériája, az arteria profunda penis, a vénák pedig a széli, kisebb cavernákból indulnak ki, és átfúrják a tunica albugineát (makkot borító erős, inas lemez). A cavernás testek artériái dugóhúzószerűen csavarodottak, így képesek a pénisz nagyobbodását követni. A paraszimpatikus hatásra a tájék izomzata ellazul, több vért engedve a cavernákba; más izmok összehúzódása lecsökkenti a kiáramlást. A centrális nagyobb cavernák telítődve összenyomják a széli kisebb cavernákat és a belőlük elvezető vénákat, ezáltal a vér nem tud elfolyni és bekövetkezik a merevedés (erekció).
A befolyt vértől a pénisz megkeményedik, megnagyobbodik, keresztmetszetében és hosszában egyaránt, és megemelkedik olyan szögben, ami a vízszintes alattitól a közel függőlegesig terjedhet. A fityma eközben visszahúzódik és láthatóvá teszi a makkot.
A corpus spongiosum (a húgycső barlangos testje) erekciója nem olyan nagyfokú, mint a másik két cavernás testté, mert nincs erős tunica albugineája, és a vénás elfolyása állandó. Emiatt a húgycső erekció alatt is átjárható, és így lehetséges a sperma kilövellése.
Erekció alatt a glans penis (makk) is megtartja képlékenységét (corpus spongiosum penis része), ezzel is segítve a hímvessző női nemi csatornába jutását.

#### Az erekció folyamata

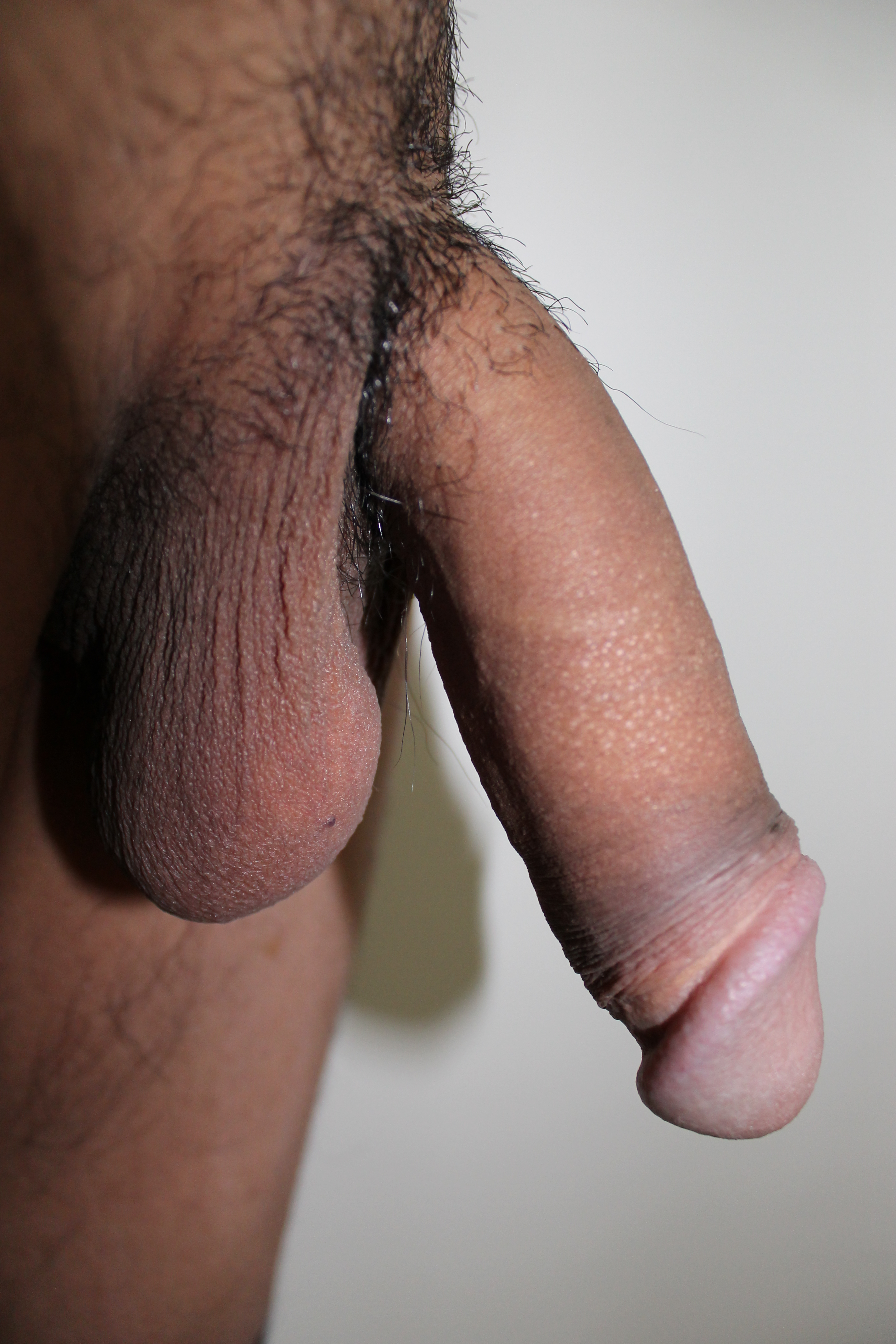
Körülmetélt pénisz pelyhüdt állapotban
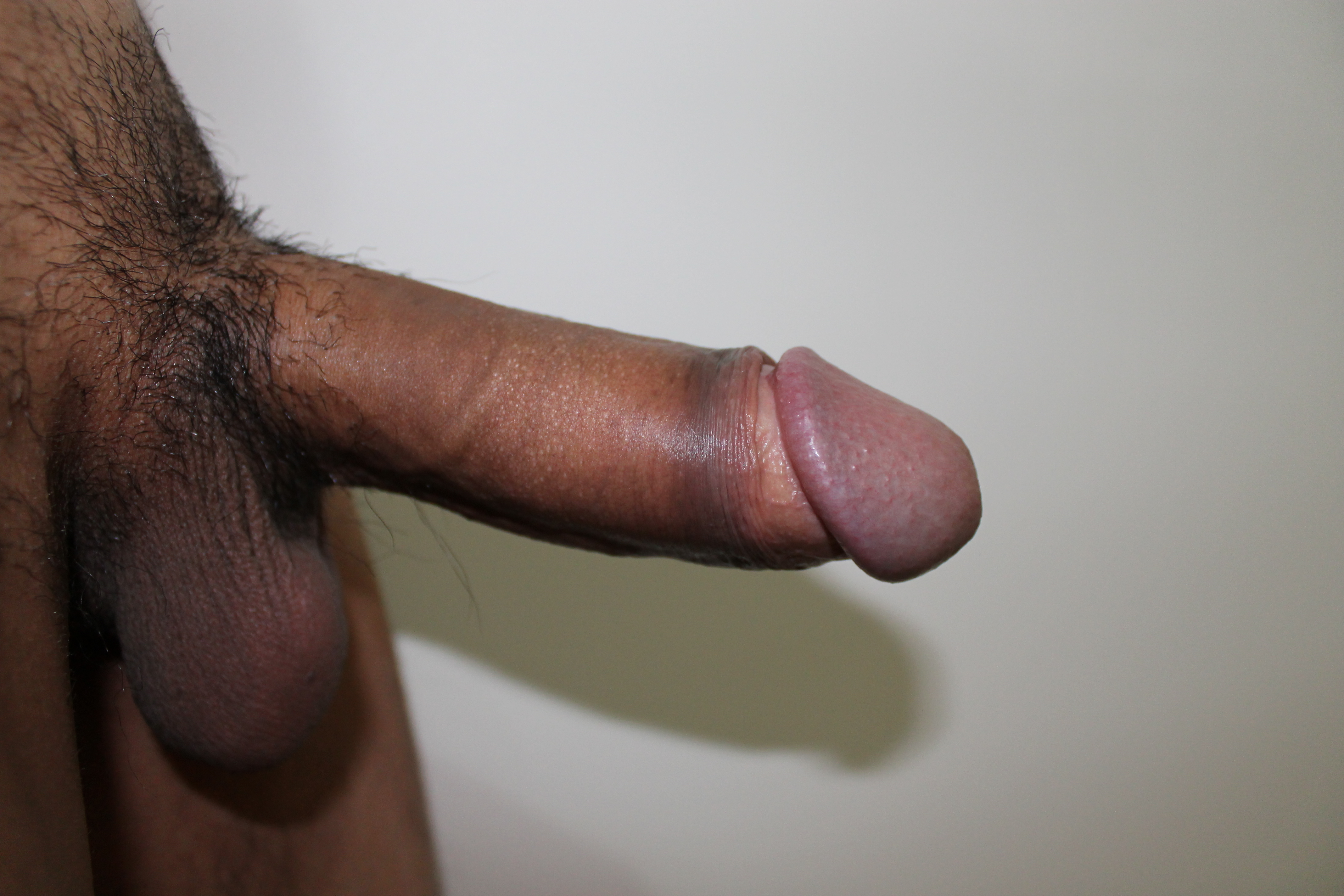
Félmerev pénisz
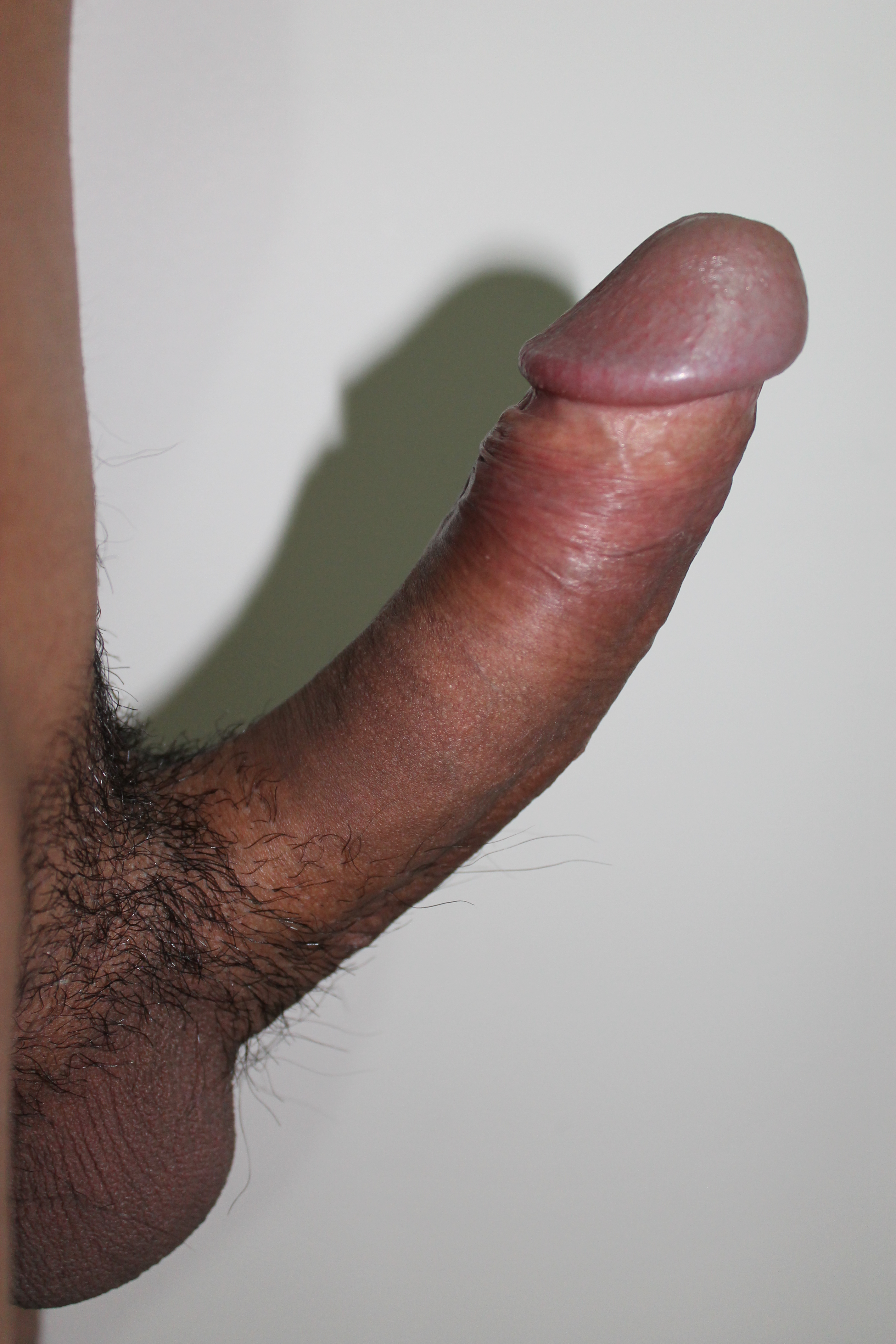
A merev pénisz
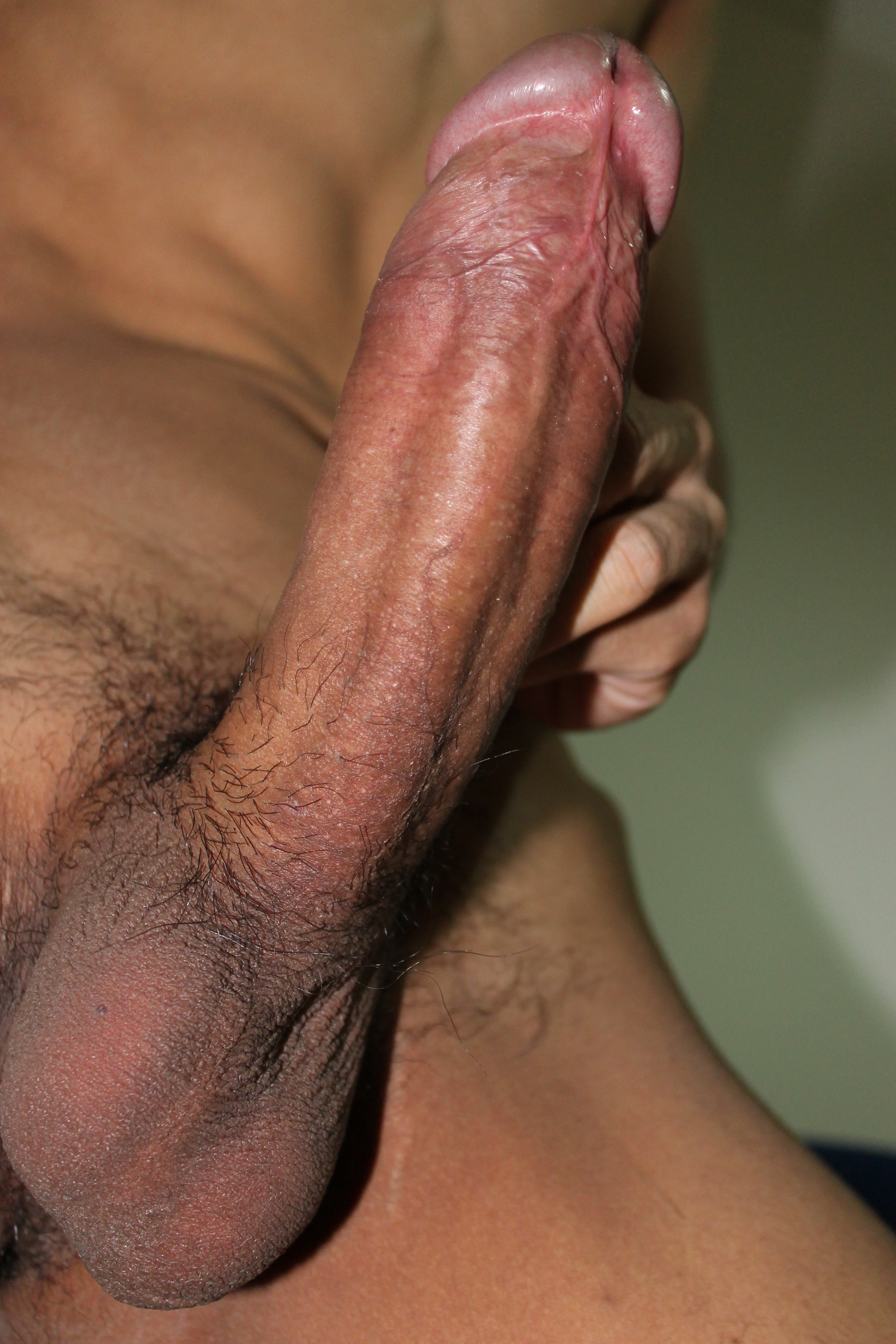
Merev pénisz szemből
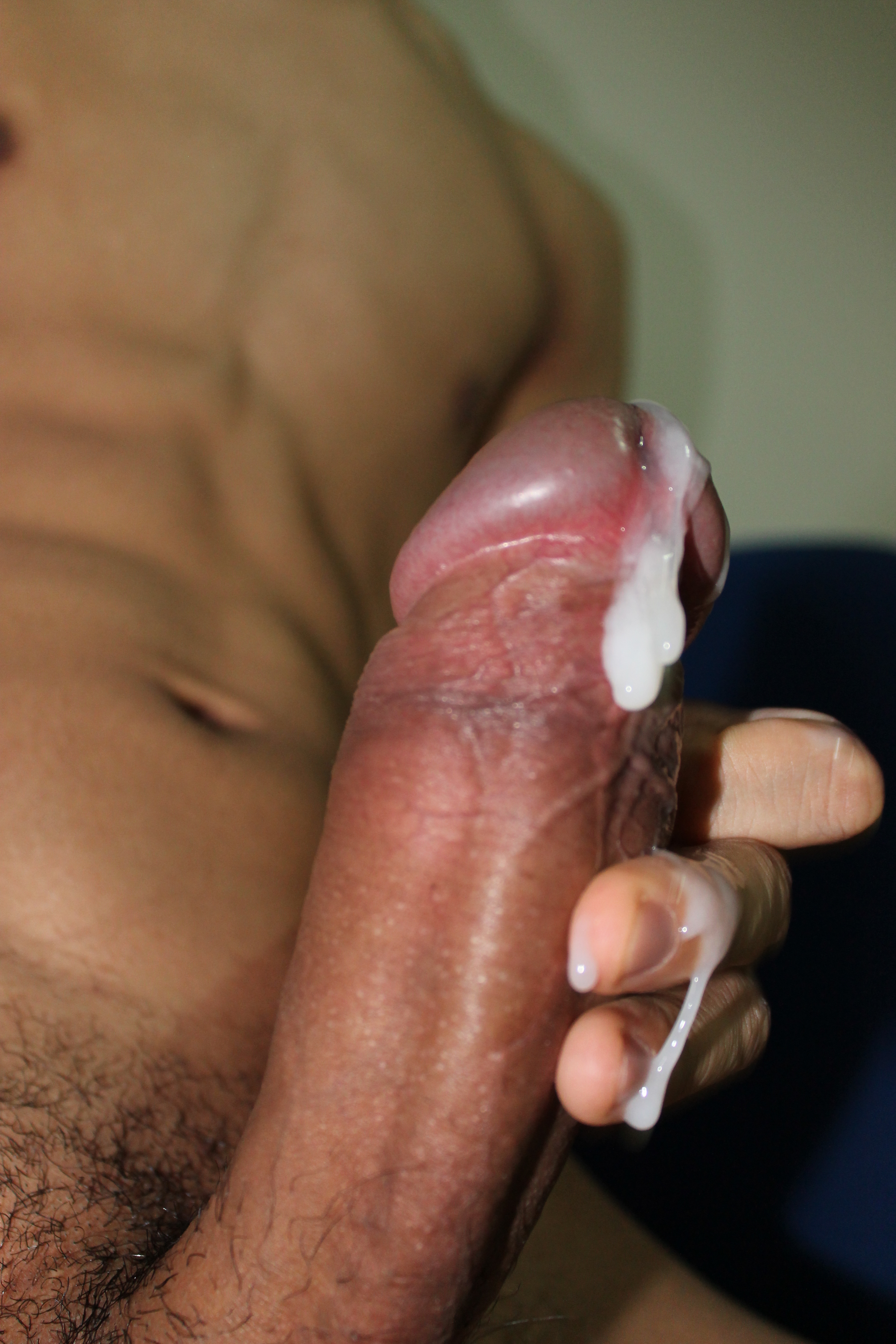
Az ondó távozása a merev péniszből

### Az erekciós folyamat hibái
Ha az erekciós mechanizmus nem megfelelően működik, azaz merevedési zavar jön létre és áll fenn, akkor megnehezül a közösülés. Orvosi értelemben a merevedési zavar a kielégítő szexuális tevékenységhez szükséges merevedés elérésének és fenntartásának képtelensége. Ha pedig a merevedési zavar olyan szintű, hogy maximálisan ellehetetleníti a szexuális együttlétet, az esetben már impotenciáról van szó. Az impotenciát embereknél beültetéssel (protézis) vagy gyógyszerekkel kezelik. Egyes gyógyszereket közvetlenül a barlangos testbe fecskendeznek vagy húgycsőkúpként alkalmaznak – ezek közvetlen erekciót hoznak létre szexuális izgalom nélkül is –, míg másokat szájon át vesznek be, és a szexuális izgalommal együtt okoznak erekciót. Az egészségügyi szakemberek alapvetően életmódbeli változtatásokat javallanak azoknak, akik erektilis diszfunkcióval küzdenek.

### A merevedési problémák mögött meghúzódó okok:[4]
- Különböző lelki eredetű tényezők
- Előrehaladott életkor (férfiklimax)
- Különböző megbetegedések (kiváltképp melyek a vérkeringést is negatívan befolyásolják)
- Elégtelen táplálkozás
- Káros szenvedélyek (túlzott alkoholfogyasztás és dohányzás)
- Gyógyszer-mellékhatások
- Prosztataproblémák

### Kényelmetlen helyzetek
A merevedés és annak hiánya is kellemetlen lehet, a körülményektől függően.

#### Az erekció kellemetlen lehet
- ha a férfi vagy fiú nem akarja mások tudomására hozni, hogy szexuális izgalomban van,
- ha a merevedést nem szexuális izgalom, hanem például súrlódás stb. okozta, és a férfi vagy fiú nem akarja azt a képzetet kelteni, hogy szexuális izgalomban van,
- olyan helyzetekben, amikor a merevedés nem helyénvaló, például osztályteremben vagy közterületen.

#### Az erekció hiánya kellemetlen lehet
- ha a férfi vagy fiú partnerrel van együtt, és tévesen kelti azt a benyomást, hogy nem találja vonzónak a másikat.

Ez utóbbi a partnernek is csalódást okozhat, ha izgatónak találja az erekciót, és mindkettejüknek egyaránt, mivel leszűkül ezáltal a szexuális lehetőségeik köre.

### Egyéb érdekességek, információk
A fiatalkorúak számára elérhető filmek és újságok számos országban nem mutathatnak be erekciót; ennek ábrázolása gyakran az egyik határvonal lágy és kemény pornográfia között. Az erekciót nudistastrandokon sem veszik jó néven, és a férfiaktól elvárják, hogy elfedjék merevedésüket, amíg el nem múlik.[forrás?]
Egyes országokban a körülmetélést rutinszerűen alkalmazzák fiúcsecsemőkön (például az Egyesült Államokban). A megmerevedett pénisz bőre ilyenkor szoros és nem mozgatható a törzsön.
Erekció még a halál után is előfordulhat, ha valamilyen okból megnövekszik a nyomás a pénisz belsejében, például ha a rothadás során gázok szabadulnak fel.

## Nők
A nők csiklójában és a hüvelybemenet két oldalán megbújó barlangos testekben szintén található erektilis szövet, szivacsos és barlangos felépítésű anatómiával, amely szexuális izgalom következtében vérrel telik meg és így létrejön a csikló erekciója. A kéjérzet intenzitása hasonló, a nagyajkak takarásában létrejött változás azonban kevésbé látványos. A mellbimbó merevedését nem erektilis szövet okozza.

## Külső hivatkozások
- Tips on Hiding the Unsightly Erection
- Péniszinfo.hu Archiválva 2007. május 27-i dátummal a Wayback Machine-ben
- Merevedési problémák - cikk